# Przemysław Mroczkowski
Przemysław Mroczkowski (ur. 28 czerwca 1915 w Krakowie, zm. 12 lipca 2002) – polski filolog anglista i romanista, literaturoznawca i kulturoznawca o specjalizacji mediewistycznej i szekspirologicznej, tłumacz.

## Życiorys
Przemysław Mroczkowski urodził się w Krakowie 28 czerwca 1915 i z tym miastem związany był przez większość życia. Ukończył IV Gimnazjum imienia Henryka Sienkiewicza, zdając maturę (o profilu humanistycznym) w 1933, następnie wybrał na przedmiot studiów filologię romańską. Studia z zakresu filologii romańskiej podsumował w roku 1938 pracą magisterską napisaną pod kierunkiem profesora Władysława Folkierskiego. Równocześnie rozpoczął studia z dziedziny filologii angielskiej pod kierunkiem profesora Romana Dyboskiego.
Robienie drugiego fakultetu przerwała wojna. Mroczkowski walczył w kampanii wrześniowej, był też więziony w czasie okupacji. Kolejne magisterium Mroczkowski obronił dopiero po jej zakończeniu, w roku 1946. Podczas pobytu w Oksfordzie w 1946 poznał C.S. Lewisa oraz J.R.R. Tolkiena. Z tym ostatnim prowadził korespondencję aż do śmierci pisarza w 1973 roku.
Stopień doktora Przemysław Mroczkowski uzyskał w 1947. Oba kierunki studiów dały młodemu uczonemu podstawy do prowadzenia własnych badań, zaznajamiając go z kulturą średniowieczną, której poświęcił się zwłaszcza w latach pięćdziesiątych. Za obiekt analiz obrał twórczość mało znanego w Polsce Geoffreya Chaucera, poety dojrzałego średniowiecza angielskiego. Owocem tych studiów była praca Opowieści kanterberyjskie na tle epoki. Do problematyki średniowiecznej Mroczkowski powrócił w książce Katedry, łyki, minstrele, natomiast w kolejnych latach zajął się Williamem Szekspirem, pisząc monografię Szekspir elżbietański i żywy. Dziełem życia była dla Mroczkowskiego Historia literatury angielskiej.
Przemysław Mroczkowski był również tłumaczem. Przełożył między innymi Opowieść rycerza z Opowieści kanterberyjskich Geoffreya Chaucera i Piersa Plowmana Williama Langlanda. Przemysław Mroczkowski zmarł 12 lipca 2002. Został pochowany na Cmentarzu wojskowym przy ul. Prandoty w Krakowie (kwatera LXXXIX-18-2).
Córką Przemysława Mroczkowskiego jest Katarzyna Mroczkowska-Brand, adiunkt w Katedrze Komparatystyki Literackiej na Wydziale Polonistyki Uniwersytetu Jagiellońskiego.

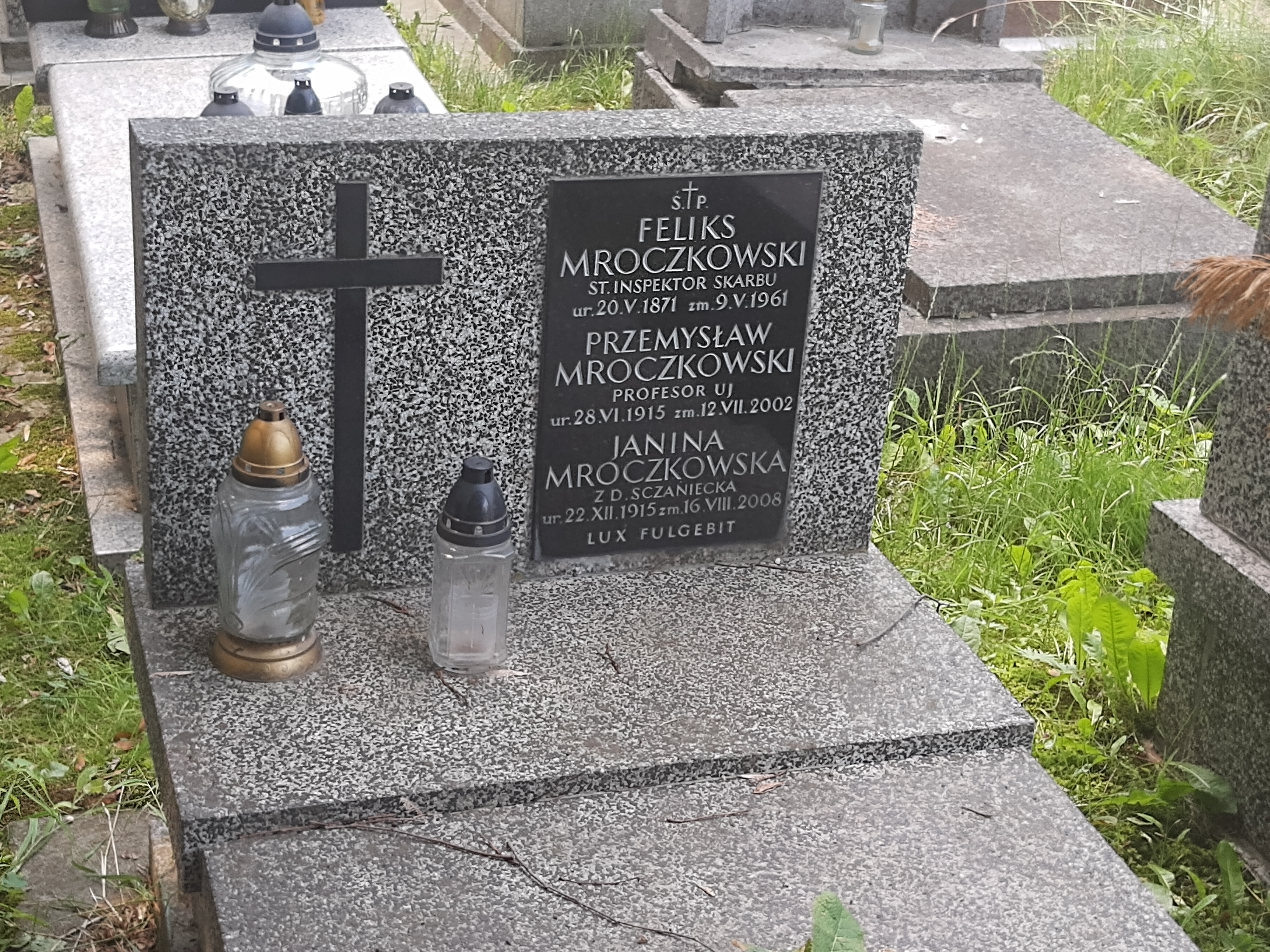
Grób prof. Przemysława Mroczkowskiego na cmentarzu wojskowym przy ul. Prandoty w Krakowie